# Stenåsa
Stenåsa is een kerkdorp op het Zweedse eiland Öland en ligt in de gemeente Mörbylånga. Het telt ongeveer 200 inwoners. Tot 1951 was het een zelfstandige gemeente, een van de 18 die aan de basis liggen van de huidige gemeente Mörbylånga. Tot 2002 was het een parochie binnen de Zweedse Lutherse kerk, toen werd het samengevoegd met Hulterstad.
Het dorp ligt 2 km vanaf de Oostzeekust. Het ligt op de kruising van de oostelijke provinciale weg op het eiland en de weg naar Mörbylånga, die dwars over het eiland loopt.
Albrunna · Alby · Algutsrum · Alvlösa · Arontorp · Ås · Bläsinge · Bredinge · Bröttorp · Bårby · Degerhamn · Dörby · Eketorp · Eriksöre · Frösslunda · Färjestaden · Gettlinge · Glömminge · Gräsgård · Grönhögen · Gårdby · Gårdstorp · Hagby-Bläsinge · Hammarby · Hässleby · Hulterstad · Isgärde · Karlevi · Kastlösa · Kleva · Kråketorp · Lenstad · Lindby · Mellby · Mysinge · Mörbylilla · Mörbylånga · Norra Kvinneby · Norra Möckleby · Norra Näsby · Näsby · Össby · Ottenby · Resmo · Risinge · Runsbäck · Ryd · Rösslösa · Seby · Skogsby · Skärlöv · Smedby · Solberga · Stenåsa · Stora Frö · Sägerstad · Södra Möckleby · Torngård · Triberga · Ventlinge · Vickleby · Västerstad